# Sheriff Abas
Sheriff Abas (Mindanao, 5 mei 1979) is een Filipijns advocaat. Hij werd in april 2015 benoemd als lid van de Filipijnse kiescommissie COMELEC. In november 2017 werd hij door president Rodrigo Duterte benoemd tot voorzitter van COMELEC. Begin februari 2022 eindigde zijn termijn bij COMELEC. In maart werd Saidamen Balt Pangarungan benoemd als zijn opvolger.

## Biografie
Sheriff Abas werd geboren op 5 mei 1979 op het zuidelijk Filipijnse eiland Mindanao. Hij voltooide in 1999 een studie filosofie aan de Notre Dame University in Cotabato en behaalde in 2004 zijn diploma rechten aan Ateneo de Davao University. In 2005 slaagde hij tevens voor het toelatingsexamen van de Filipijnse balie.
Abas werkte 8 jaar voor de Civil Service Commission in Autonomous Region in Muslim Mindanao (ARMM). Ook was hij actief als advocaat.
In april 2015 werd Abas samen met Rowena Guanzon door president Benigno Aquino III benoemd als lid van de Filipijnse kiescommissie COMELEC. Andres Bautista werd tegelijkertijd aangesteld als voorzitter van de kiescommissie. In november 2019 werd Abas benoemd tot voorzitter van COMELEC, nadat Bautista een maand eerder zijn ontslag had ingediend. Met deze benoeming werd Abas de jongste COMELEC-voorzitter ooit en tevens de eerste persoon afkomstig uit Mindanao en de moslim ooit die deze functie bekleedde. De verkiezingen van 2019 werden georganiseerd gedurende zijn termijn.
In februari 2022 eindigde de termijn van Abas. Hij werd opgevolgd door  Saidamen Balt Pangarungan